# Wadim Wjatscheslawowitsch Garanin
Wadim Wjatscheslawowitsch Garanin (russisch Вадим Вячеславович Гаранин; * 29. November 1970 in Moskau) ist ein ehemaliger russischer Fußballtorwart und nunmehriger -trainer.

## Karriere

### Als Spieler
Garanin spiele als Spieler für die Drittligisten Trud Frjanowo und Maschinostroitel Sergijew Posad. Für Maschinostroitel absolvierte er zwischen 1994 und 1996 insgesamt 78 Partien in der Perwenstwo PFL.

### Als Trainer
Garanin trainierte zwischen 2008 und 2009 Fortuna Mytischtschi. Danach arbeitete er längere Zeit für Jugendteams. Zur Saison 2017/18 übernahm er die U-19 von Arsenal Tula. Im November wurde er zusätzlich bis Jahresende Co-Trainer von Igor Tscherewtschenko bei den Profis Arsenals. Im Juli 2019 übernahm er die russische U-15-Nationalmannschaft, die er neun Spiele lang trainierte.
Im Juni 2020 verließ er den russischen Verband wieder und übernahm den Drittligisten FK Twer als Cheftrainer. In der Saison 2020/21 wurde er mit Twer Dritter in der Gruppe 2 der Perwenstwo PFL. Im Januar 2022 verließ er Twer und wechselte zum Zweitligisten FK Jenissei Krasnojarsk. Jenissei, das er als Neunter übernommen hatte, führte er bis zum Ende der Saison 2021/22 auf den fünften Rang und verpasste damit knapp die Aufstiegsrelegation.
Zur Saison 2022/23 wurde Garanin Trainer des Erstligisten FK Sotschi. Da er allerdings keine Pro-Lizenz besitzt, wurde Alexander Totschilin formell Cheftrainer Sotschis. Mit Sotschi, das er als amtierenden Vizemeister übernommen hatte, lag er zur Winterpause nur auf dem neunten Rang. Daraufhin wurde er im Dezember 2022 durch Gurban Berdiýew ersetzt.